# 히우그란지 공화국
히우그란지 공화국(브라질 포르투갈어: República Rio-Grandense)은 1836년 9월 11일부터 1845년 3월 1일까지 현재의 브라질 히우그란지두술주 지역에 세워졌던 나라이다. 독립국으로 승인받지는 못했으나, 1843년 투표로 헌법을 정하기도 했다.